# Kriel und Lind

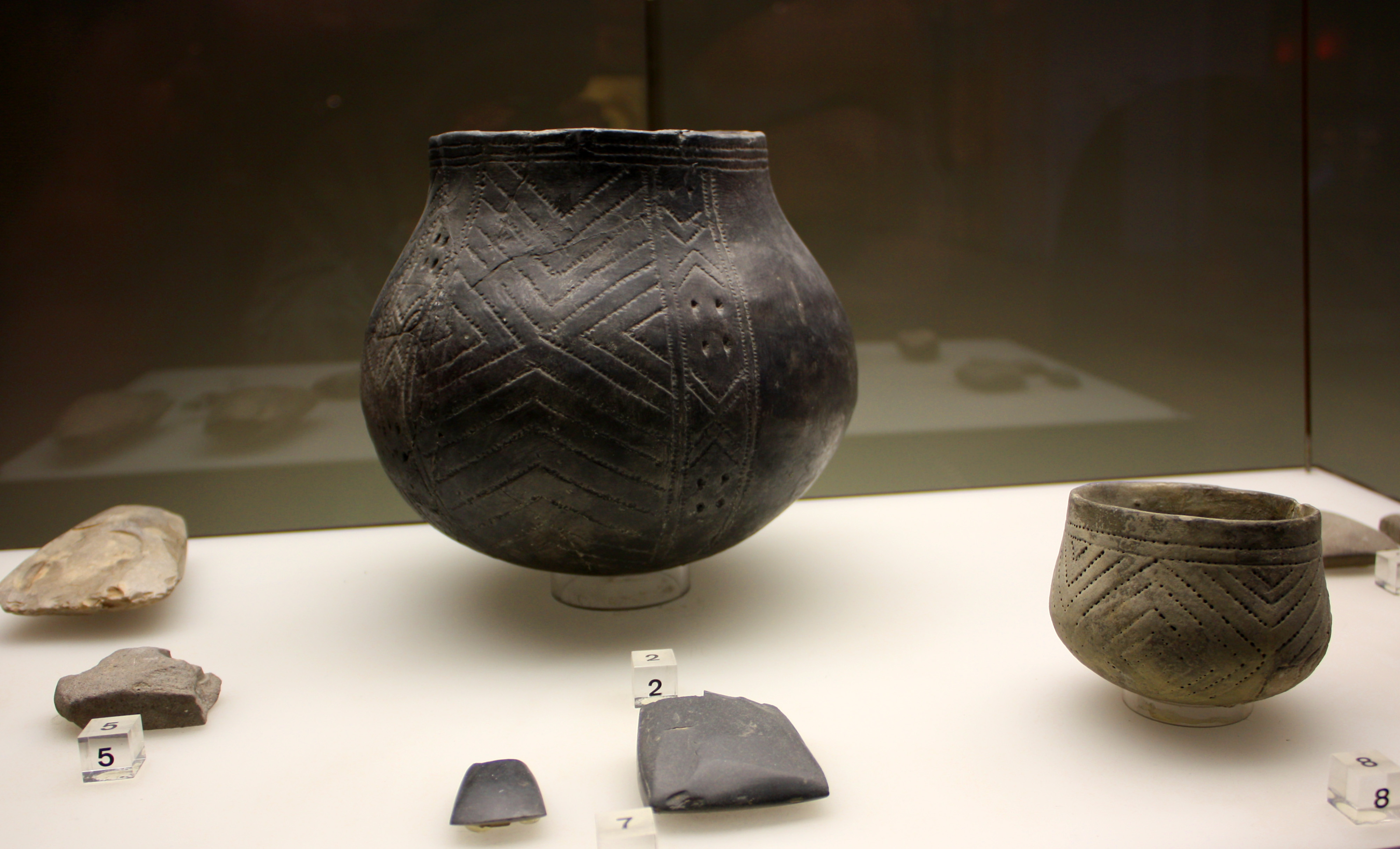
Funde der steinzeitlichen Vergangenheit des „Lindenthaler Dorfes“

Kriel und Lind sind die Namen ehemaliger Weiler auf dem Gebiet des heutigen Stadtbezirks Köln-Lindenthal, deren erste urkundliche Erwähnungen aus dem 12. bis 14. Jahrhundert datieren. Heute ist als Wohnviertel im Sprachgebrauch nur noch Kriel geblieben, etwa durch die Verbindung zum Krieler Dömchen sowie als Gemarkungsbezeichnung im Kataster bzw. als Grundbuchbezirk. Die Ansiedlung Lind befand sich im Umfeld des heutigen Krankenhauses St. Elisabeth, genannt „Hohenlind“.

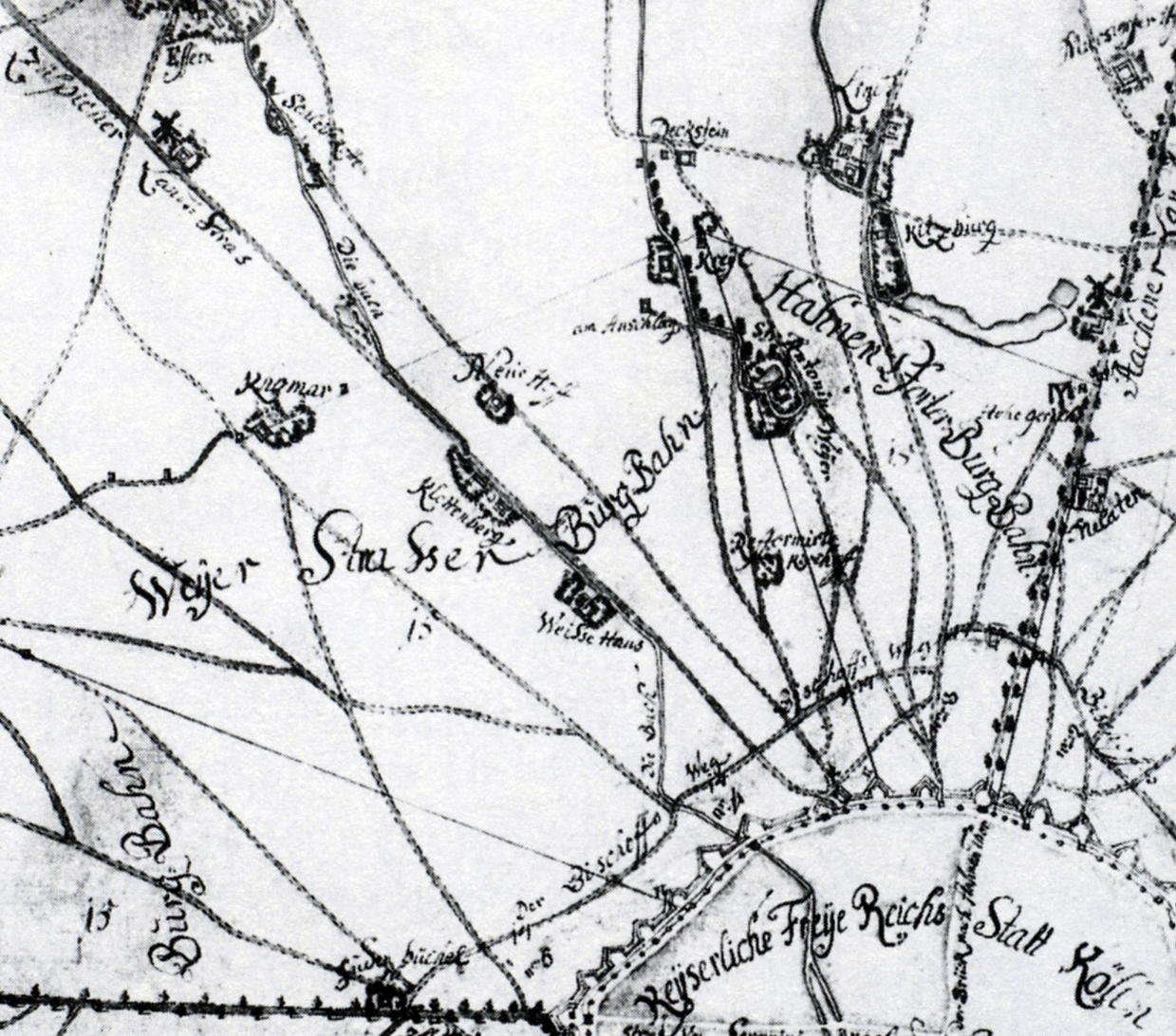
Das frühe Kriel und seine Umgebung, Kartenausschnitt des Kölner Schweid (1609)

## Geographie und Geologie
Die Höhenlage des Gebietes mit seiner leicht zum Rhein hin abfallenden Fläche liegt um 50 Meter NN. Reliefunterschiede alter nordsüdlich verlaufender Rheinrinnen, noch im 19. Jahrhundert als Feuchtstellen bekannt, wie Linder Bruch, Morsdorf oder Morsdorfer Straße sind heute nur noch schwach zu erkennen. Zur Zeit der Römer und im Mittelalter siedelten an den Rändern dieser Sumpfgebiete Menschen, errichteten dort Höfe und später Siedlungen.
Im Westen der Ebene steigt das Gelände im Bereich Deckstein, Militärring, Braunsfeld und Müngersdorf um etwa acht Meter an, ist jedoch ab zwei Meter Steigung künstlicher Natur, entstanden durch Aushub des Adenauer-, Decksteiner und Stadtwaldweihers in den Jahren 1926 bis 1934.
Räumlich einzuordnen ist das Gebiet wie folgt: Beginnend an der Inneren Kanalstraße/Universitätsstraße, südwestlich zwischen Aachener Straße und Zülpicher Straße (Verlängerung Gleueler Straße) stadtauswärts verlaufend und endend im Westen mit dem äußeren Kölner Grüngürtel. Es deckt sich so weitgehend mit den Grenzen des heutigen Kölner Stadtteils Lindenthal.

## Geschichte

### Die Frühzeit
1929 wurden fünf Siedlungsstellen der Bandkeramiker im Raum Köln entdeckt.
Im Zuge der Umwandlung des ehemaligen Festungsgürtels in eine Grünanlage wurden in der Nähe des ehemaligen Stüttgenhofes (Nähe Fort VI) Hausgrundrisse auf einer Fläche von circa 1,1 Hektar eines bandkeramischen Dorfes freigelegt.

### Die Römerzeit

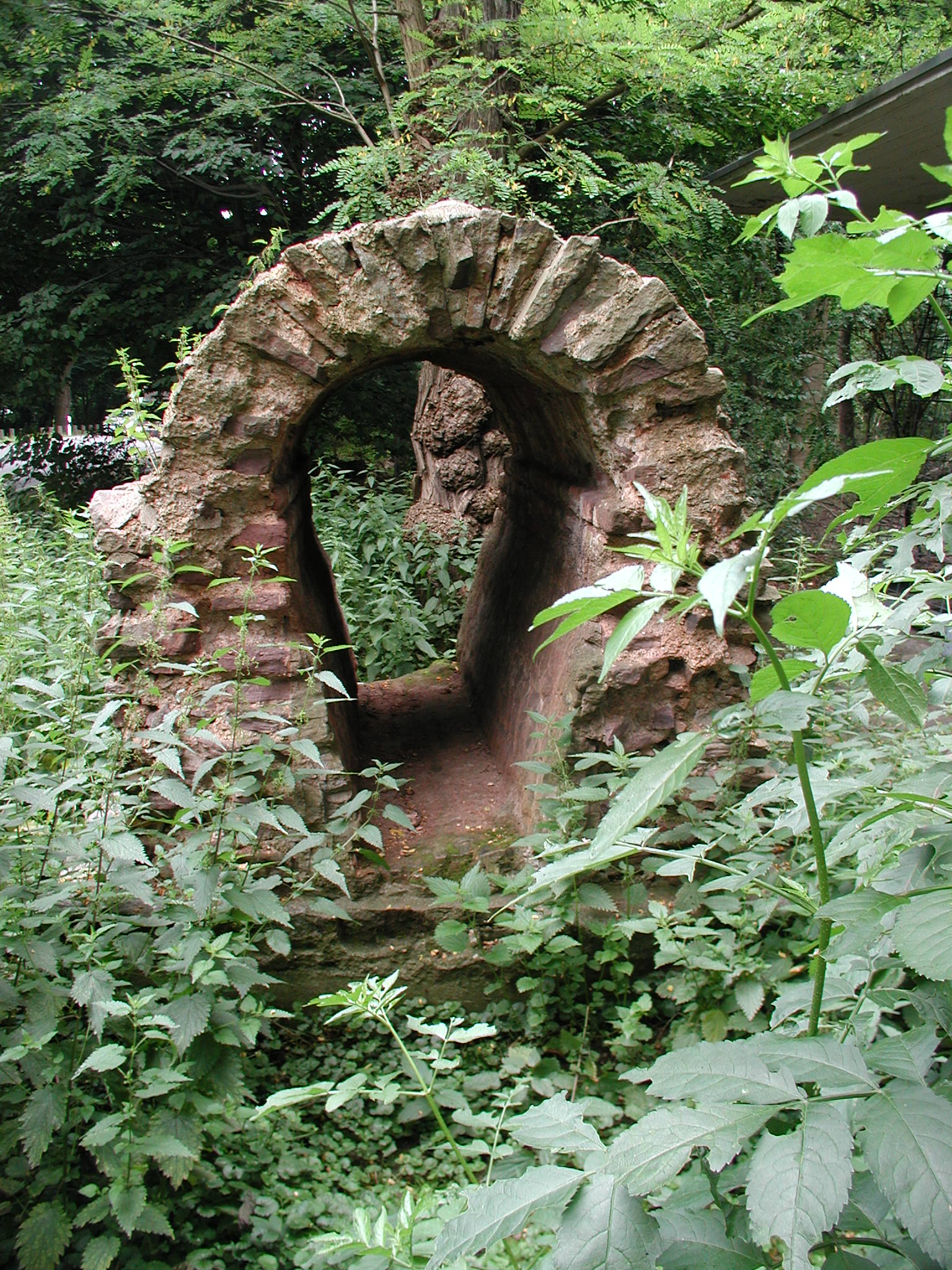
Teilstück einer röm. Wasserleitung, an der heutigen Grenze Köln/Hürth

Während der 500-jährigen Herrschaft der Römer wurde auf Krieler Gebiet Landwirtschaft, bevorzugt Getreide- und Gemüseanbau sowie Viehzucht betrieben. Das vor den Toren der Stadt liegende Krieler Gebiet bis hin zum Vorgebirge war die Kornkammer der römischen Hauptstadt Niedergermaniens.
Die Stadtgrenze der Colonia Claudia Ara Agrippinensium um ein Areal von etwa einem Quadratkilometer (in der Blütezeit lebten ca. 15.000 Einwohner in der Stadt und 5.000 Menschen im Umland) war streng festgelegt, eine Erweiterung war nicht möglich. Daher ließen sich vermögende Bürger mangels Bauland in der Stadt prächtige Gutshöfe (Latifundium) nach römischem Vorbild im Umland errichten. Da es in diesem Raum (noch heute Tonindustrie in Frechen) einige Lehm und Tonvorkommen gab, siedelten sich auch Ziegeleien und Töpfereien an.

### Spuren der Römer

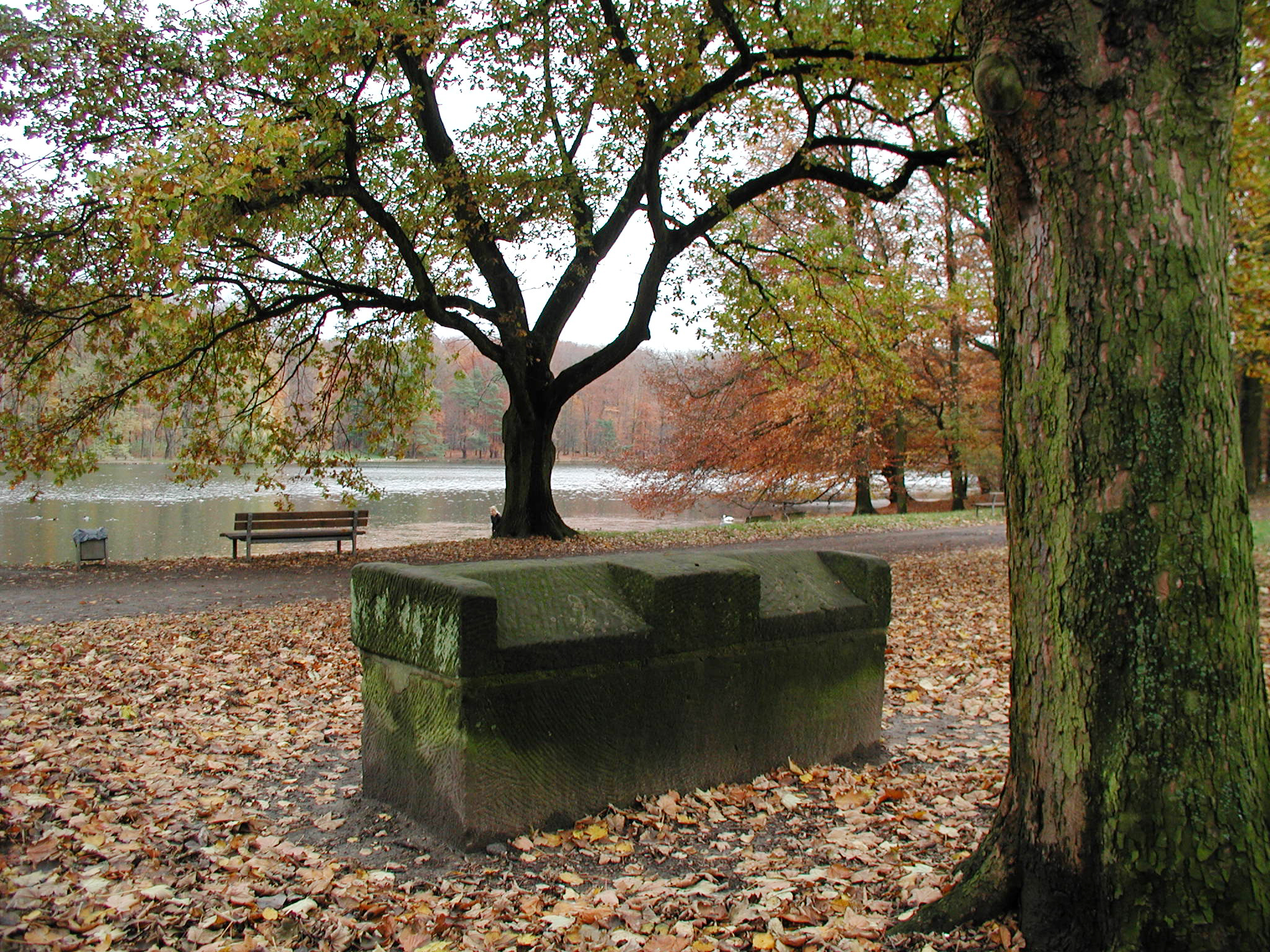
Adenauerweiher, Römischer Sarkophag

Im Bereich des Rheinenergiestadions befinden sich auf ehemaligem Krieler Gebiet Reste eines Gutshofs und am Adenauerweiher ein Sarkophag. 1930 gab es Funde von römischen Spuren in der Max-Bruch-Straße am Stadtwald und 1984 in der Robert-Koch-Straße in Lindenthal, weiterhin 1960 in der Classen-Kappelmann-Straße am Hildegardis-Krankenhaus sowie Teilausgrabungen der römischen Eifelwasserleitung.

## Kriel und das Stift Sankt Gereon zu Köln
Kriel war bis zur Säkularisation im Jahr 1802 Besitztum des Stiftes St. Gereon in Köln und gehörte zu der im Kurkölnischen Amt Hülchrath gelegenen Erbvogtei.

### Kriel und Lind vom 12. bis zum 18. Jahrhundert
Eine erste urkundliche Erwähnung des Stiftshofes „Crele“ findet sich in einer Urkunde des Kölner Erzbischofs Arnold II. von Wied aus dem Jahre 1155. In einer päpstlichen Bulle wird dem Stift Sankt Gereon zu Köln 1223 Kirche und Güterbesitz in „Crele“ zugestanden. Auf diese Bulle des Papstes Honorius III. vom August 1224 sowie auf Urkunden der Erzbischöfe Heinrich I., Konrad und Siegfried beruft sich auch Erzbischof Heinrich II. am 24. Dezember 1324 und bestätigt dem Stift Sankt Gereon durch Urkunde die Incorporation der Pfarrei „Kreylle“.
Erwähnt werden hinsichtlich des Pfarrbezirks auch die im Umfeld der Kirche entstandenen Ansiedlungen Kriel und Lind, der Decksteiner, Palanter und Stüttger Hof sowie weitere kleinere Weiler. Auch zwei Mühlen und deren kleine Höfe werden angeführt. Erbvogt der heiligen Kirche zu Köln war zu dieser Zeit Herr von Alpen, später von Neuenar. Von diesem wurde der „Villicus“ (Verwalter/Schultheiß) ein- oder abgesetzt, welcher auch für die Gerichtsbarkeit zuständig war.
Zu diesem Gericht gehörten ein Hofgericht Deckstein, die zum Stift Sankt Gereon gehörigen kurmutigen Güter und die im Gereonsacker gelegenen Gründe, das Dörfchen Lind, das Dörfchen Bickendorf, der Hof Kriel und einige andere an der Westseite der Stadt gelegenen Höfe.
Im 15. Jahrhundert wird ein Hofgericht Kriel erwähnt, von diesem wird berichtet, dass es nach St. Gereon in Köln verlegt wurde. Vom 16. Jahrhundert gibt der Geusenfriedhof im Weyertal mit seinen Grabsteininschriften Zeugnis.
Bis auf die Spuren der in kirchlichen Archiven erhaltenen Dokumente, die nur von lokal bedeutendem Interesse sind, bleibt Kriels Vergangenheit recht dunkel. Die großen Ereignisse der Weltgeschichte spielen sich im für die damaligen Verhältnisse fernen Köln ab. Es findet sich weder für den Dreißigjährigen Krieg, die Pest noch für die Kriege und kleineren Scharmützel der Fürsten und Bischöfe Zeugnis in Kriel. Über die Ausdehnung der Krieler „Gerechtsame“ gab es über Jahrhunderte immer wieder auftretende Streitereien zwischen dem Stift St. Gereon und den Erbvögten.
Noch um 1686 schwelte ein solcher Streit zwischen dem Stift und dem Straßburger Kardinal Wilhelm Egon von Fürstenberg, der gleichzeitig als Kölner Domherr Erbvogt für das Stift war. Zur Schlichtung wandten sich die Parteien 1687 an das kaiserliche Kammergericht, das sie jedoch an den bischöflichen Hofrath als für sie zunächst zuständige Behörde verwies. Dort erfolgte die Niederschlagung des Rechtsstreites.

### Kriel und die französische Zeit

Kriel und Lind, nach einer Karte von Tranchot am Anfang des 19. Jahrhunderts in der Mairie Efferen

Durch Einführung der in Frankreich gültigen Verwaltungsgliederung 1798 wurde Weiden Hauptort des „Canton de Weyden“, der neben zahlreichen anderen die zum heutigen Stadtbezirk Lindenthal gehörenden Gemeinden Lövenich, Widdersdorf, Junkersdorf, Müngersdorf sowie Melaten und Kriel umfasste. Der Kanton Weiden war so quasi Rechtsvorgänger des 1816 gebildeten preußischen Landkreises Köln; er wurde untergliedert in sogenannte Mairien (z. B. Müngersdorf, Longerich und Efferen). Die Mairien wurden nach der Franzosenzeit zu preußischen Bürgermeistereien. Entsprechend wurde der Vorsteher einer Mairie, der Maire, in preußischer Zeit Bürgermeister genannt. Die Bürgermeisterei Efferen bestand aus den drei Gemeinden Efferen, Kriel und Stotzheim, von denen die Gemeinde Kriel 1888 nach Köln eingemeindet wurde.
Kinder des Krieler Gebietes gingen nach der Säkularisation über einen Zeitraum von über 30 Jahren bis 1836 in Efferen oder Müngersdorf zur Schule. Erst dann wurde die Zwergschule am Krieler Dom mit einem Klassenraum für 22 Kinder errichtet. Das im Baubestand erhaltene restaurierte Gebäude ist heute in Privatbesitz.
1838 wurde der Pfarrbezirk Kriel durch bisher zur Pfarrei St. Mauritius gehörende Teile ergänzt. In einer Verfügung des Erzbischöflichen Generalvikariats vom Dezember 1838 heißt es dazu: Nunmehr zusammengehörig zur Pfarrei Kriel sind: Der Neuenhof, Ober- und Unter-Klettenburg, das weiße Haus, die drei neuen auf der Sülz gebauten Häuser, die Ziegelei des Herrn Felten nebst den dazugehörigen Ansiedlungen südöstlich der Lindenburg, der nordöstlich derselben im Bau begriffene Neubau des Herrn Felten und die auf der Stelle der ehemaligen Stevensmühle erbauten Häuser. Auch alle etwa künftig zwischen dem Wege nach Efferen bis zum Neuenhof, der Lindenburg, der Chaussee nach Düren bis an die Kitschburg und dem das städtische Gebiet begrenzenden Bischofsweg.
Am Bischofsweg begann das kurkölnische Gebiet mit seinen der Stadt am nächsten gelegenen Anwesen wie dem Kloster Weiher (13 Morgen Land), das bis 1447 vor dem „Hahnen- und Schaafenthore“ (in unmittelbarer Nähe zu Fort V des Festungsring Köln heute Geographisches Institut) lag, sowie dem Weißhaus mit seinen Ländereien (300 Morgen Land). Das noch heute existierende kleine Stück Bischofsweg am Rand des heutigen Stadtteils Zollstock ist der Rest des Grenzwegs, der ehemals in weiterreichender Länge (etwa in der Flucht der jetzigen Bahntrasse) die damaligen Verwaltungsgrenzen markierte. 1887 wird für Weißhaus der Begriff „Bezirk“ verwendet und – der Bürgermeisterei Rondorf zugehörig – eine gemischte Schule angegeben, an der ein Lehrer Blied unterrichtete.

### Gründung Lindenthals 1846
Die offizielle Gründung von Lindenthal fand erst 1846 statt. Die Kölner Bürger Thelen und Fühling entwarfen einen Plan zur Gründung einer Wohnkolonie. An der Landstraße nach Düren, im Bereich der heutigen Dürener, Falkenburg-, Herder- und Theresienstraße erwerben sie etwa zehn ha Land, unterteilen es in Parzellen und legen Wege an (nach Gröbe/Adenauer). Die einzelnen Grundstücke verkaufen sie zu erschwinglichen Preisen an Angestellte und Beamte. Mit der gewählten Ortsbezeichnung nimmt man Bezug auf die mit Linden bestandene Landstraße nach Düren und die Tallage der Neugründung zwischen der Linder Höhe und Hohenlind.

### Kriel und die Neuzeit
Die Entstehung Lindenthals aus Flächen der ehemaligen Gemeinden Kriel und Müngersdorf führte nicht zur Bildung einer Gemeinde, eines Kataster- oder Grundbuchbezirks Lindenthal. Wie zahlreiche Ansiedlungen, Vororte oder Städte orientierte sich seine Entwicklung nicht an einstmals gezogenen (künstlichen) Grenzen.
Die Begrenzung des heutigen Stadtteils Lindenthal ist jedoch definiert und in der amtlichen Stadtkarte der Stadt Köln wiedergegeben. Sie verläuft südwestlich zwischen Aachener Straße und Zülpicher Straße (Verlängerung Gleueler Straße) beginnend an der Inneren Kanal-Straße und endend am äußeren Grüngürtel.
Aktenvermerke der Bürgermeistereien Efferen, Rondorf und Müngersdorf zu den Eingemeindungsverhandlungen nach Köln von 1888 geben Hinweise. So ist angeführt, dass die geraden Hausnummern der Zülpicher Straße Lindenthal zugeordnet sind.
Der Vorort Lindenthal war bis zum Zweiten Weltkrieg charakterisiert durch eine dichte Villenbebauung. Diese Entwicklung wurde begünstigt durch den angelegten Stadtwald. Der Kölner Rat genehmigte am 4. Juli 1895 den Beginn der Entwicklung des Naherholungsgebietes „Stadtwald“ mit Spielwiesen, dichtem Baumbestand, Teichen und der Waldschenke. Um die Jahrhundertwende war das kostspielige Vorhaben (2,5 Millionen Goldmark) verwirklicht. Die heutige Fläche des Stadtwaldes beträgt 205,3 ha einschließlich der Stadtwalderweiterung (→ Siehe Hauptartikel: Kölner Stadtwald).

## Sehenswürdigkeiten

### Krieler Dom
Siehe Krieler Dömchen

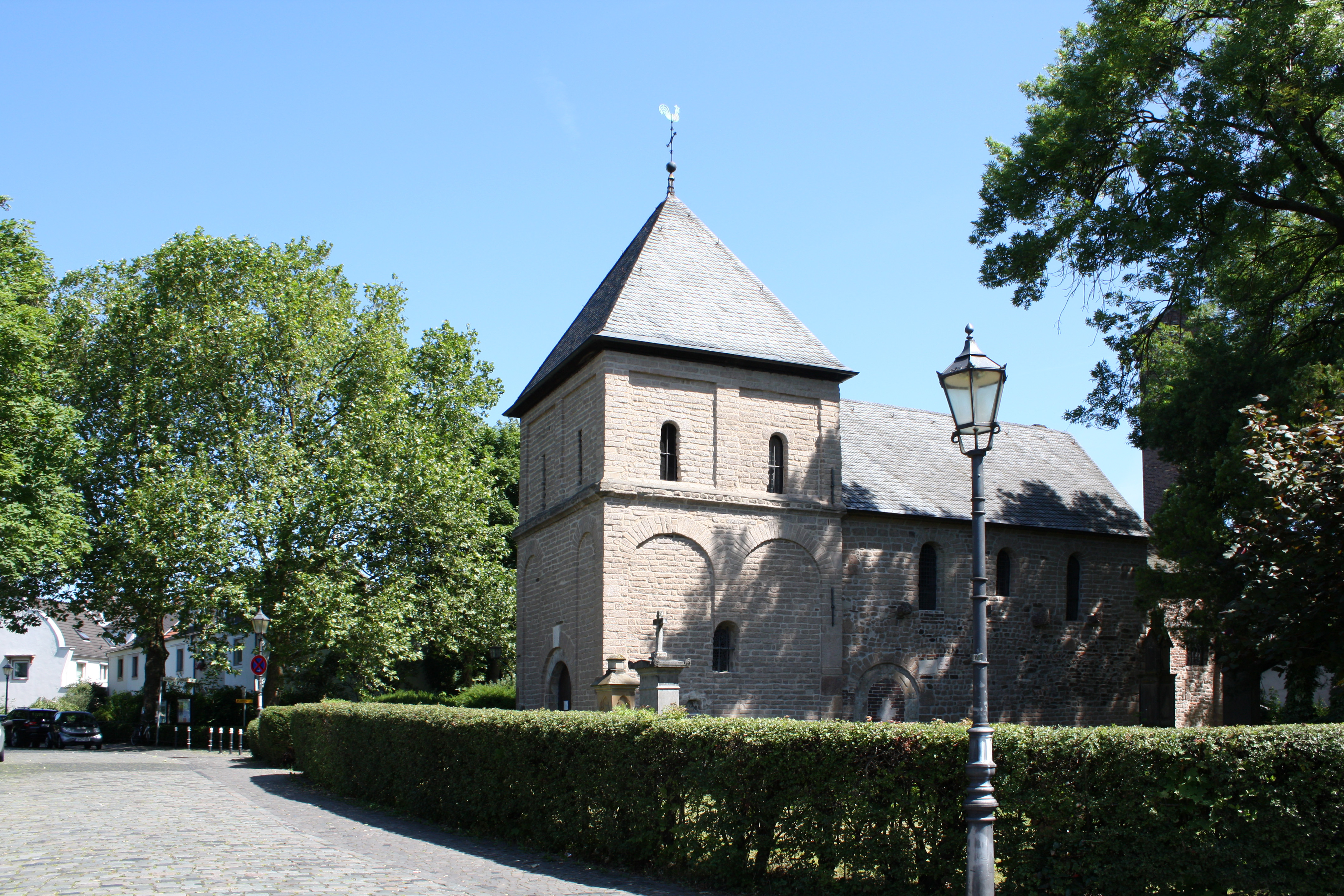
Krieler Dom Alt St. Stephan

Der Krieler Dom, im Volksmund auch Krieler Dömchen genannt, ist eine kleine romanische Kirche aus dem 10. Jahrhundert, die dem Erzmärtyrer Stephanus geweiht wurde. Sie besteht aus einem Längsschiff und einem kleinen angebauten Seitenschiff. Heutiger Eingang erfolgt durch den dem Längsschiff vorgesetzten Turm. Hakenförmige Kragsteine ragen noch heute aus der Wand des Längsschiffes und lassen auf eine damalige Nebenhalle schließen, welche wahrscheinlich als Gerichtsgebäude für das damalige Hofgericht Kriel diente.
Ein früherer Toreingang wurde mit einem Grabstein aus dem Jahr 1658 und zwei romanischen Kreuzsteinen zugemauert. Das Krieler Dömchen, ältestes Kirchengebäude in Lindenthal, diente bis 1887 allen Katholiken im Umfeld zum Pfarrgottesdienst. Sein Kirchhof ist die älteste Begräbnisstätte Lindenthals, hier fanden bis 1869 Beerdigungen statt. Als die stark wachsende Lindenthaler Bevölkerung nach einer größeren und zentral gelegenen Kirche verlangte, gab der Krieler Dom seine Funktion als Pfarrkirche an die Kirche St. Stephan ab. Das zwar restaurierte aber im Baubestand erhaltene Gebäude der Zwergschule am Krieler Dom ist heute in Privatbesitz.

### Decksteiner Friedhof

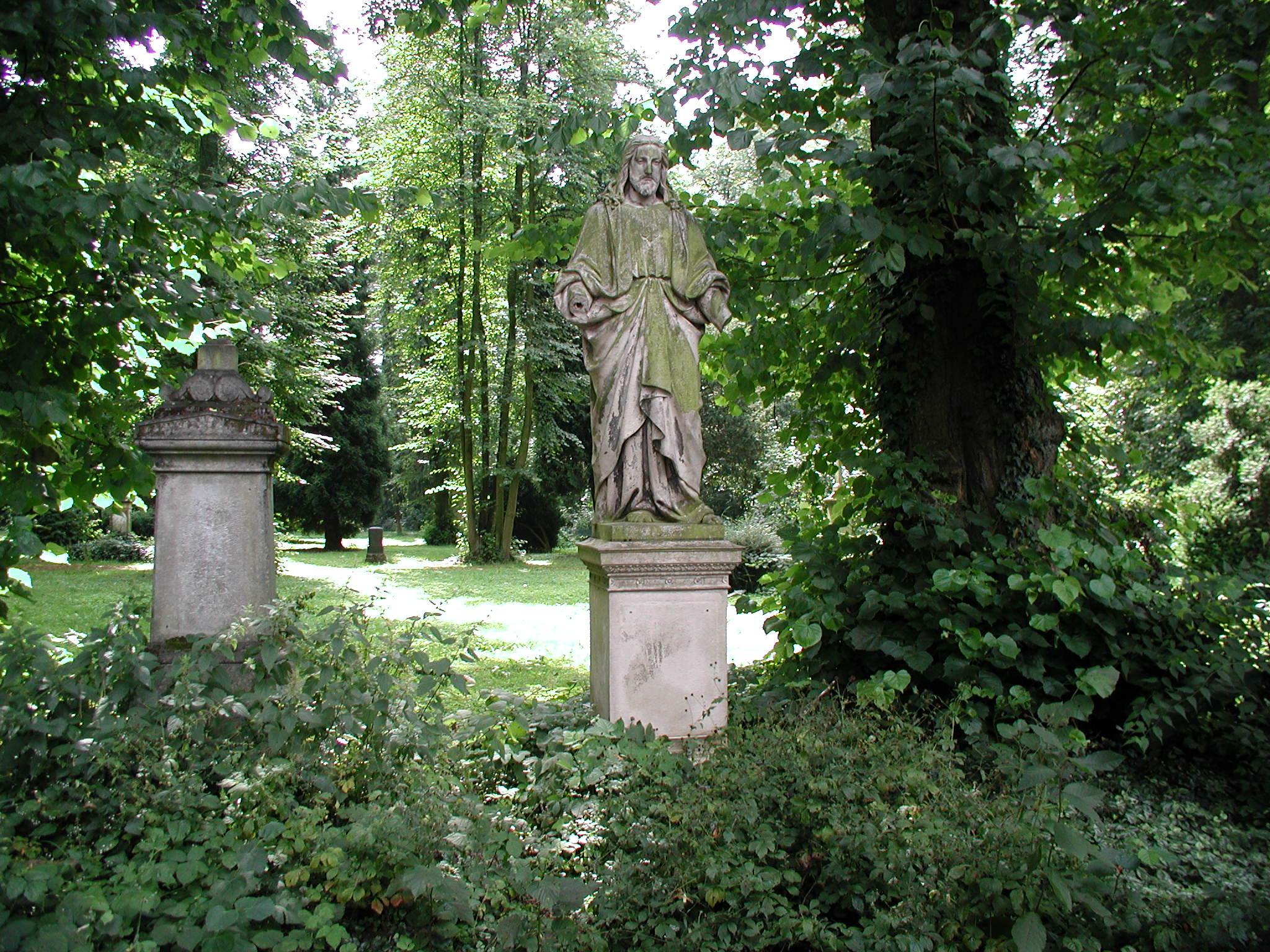
Decksteiner Friedhof

Nachdem der Kirchhof am Krieler Dom geschlossen worden war, fanden hier von 1869 bis 1917 die Beerdigungen der Krieler und Lindenthaler Kirchengemeinde statt. Eröffnet wurde der Decksteiner Friedhof von der Gemeinde Efferen. Heutige Beerdigungen werden auf dem zu Lindenthal gehörenden Friedhof Melaten vorgenommen. Versteckt hinter dem Areal des Decksteiner Friedhofs befindet sich noch der 1910 von der Gemeinde Adass Jeschurun erworbene jüdische Friedhof. Dieser ist jedoch nicht frei zugänglich; Erlaubnis erteilt die Synagogengemeinde Köln.